# Senrab FC
Der Senrab FC ist ein Amateur-Jugendfußballverein aus dem Stadtteil Forest Gate im Londoner Borough Newham. In dem seit 1961 bestehenden Club aus dem Londoner East End spielen hauptsächlich Kinder aus sogenannten Problemvierteln. Zurzeit gibt es etwa 15 Mannschaften, die aus Kindern und Jugendlichen zwischen 5 und 17 Jahren bestehen.
Etwa 150 ehemalige Spieler des Vereins schafften nach eigenen Angaben des Vereins anschließend den Sprung in den Profifußball. Auch einige ehemalige Trainer des Senrab FC wurden später Profi-Fußballtrainer.
Zu den bekanntesten Spielern, die in ihrer Jugend in der berühmtem „Academy of Football“ spielten, zählen John Terry, Sol Campbell, Fitz Hall, Jermain Defoe, Jlloyd Samuel, Ray Wilkins, Bobby Zamora und Ledley King. Spätere Profitrainer wurden unter anderem Dario Gradi und Ray Lewington. Im April 2011 soll der frühere Senrab Spieler John Terry eine ungenannte Summe an den Verein gespendet haben, damit er weitergeführt werden konnte. Trotz der erfolgreichen Spielerausbildung steckt der Verein durch die Kosten für Spielerausrüstung und Platzgebühren bei nur geringen Mitgliedsbeitragseinnahmen weiterhin in einer finanziell prekären Lage.

## Benennung
Der Verein erhielt seinen Namen von der Senrab Street im Stadtteil Stepney. Die Senrab Street liegt in der Nähe der Barnes Street und ist die rückwärts buchstabierte Form von Barnes.

## Bekannte ehemalige Spieler (Auswahl)
- John Terry[5]
- Jermain Defoe
- Bobby Zamora
- Sol Campbell
- Fitz Hall
- Ade Akinbiyi
- Jlloyd Samuel
- Ledley King
- Ray Wilkins
- Paul Konchesky
- Muzzy Izzet
- Kemal Izzet
- Kevin Nicholls
- Jonathan Fortune
- Lee Bowyer